# 陳福謙
陳福謙（1834年—1884年），祖籍泉州府同安縣，為清代臺灣商人，出身鳳山縣苓雅寮莊（今日高雄市苓雅區），曾在旗後（今高雄市旗津區）開設「順和行」。為高雄陳家奠定基礎的陳中和曾在「順和行」當過學徒，並受到陳福謙賞識而予以栽培，但在陳福謙去世後陳中和受其後人排擠而離開順和行自立門戶。

## 簡介
陳福謙早年以替人撐船營生，後來累積資金改從事賣米行業，之後在打狗於清同治二年（1862年）開港後，他便在旗後開設順和行經營蔗糖買賣。由於他藉由貸款給蔗農而掌握了甘蔗的供給，並擁有自己的糖廍來進行加工，最後掌握了打狗地區的糖業而致富。
1865年，陳福謙取得英商德記洋行買辦，於府城、打狗設行號，販糖也兼賣布匹、五穀雜糧與鴉片。到1874年時，陳福謙事業版圖已擴張到日本，於日本橫濱、長崎、神戶設分行，在臺灣廣開七十二行郊，連後山臺東都設有據點。
陳中和於1868年十五歲時進入順和行，受到陳福謙的賞識與重用，在順和行「七十二行郊」中即由陳中和擔任總家長，曾派他率領船隊到福州、廈門、香港、廣州等地，甚至是日本橫濱販賣蔗糖。而後陳福謙又接受陳中和的建議，成立「和興公司」，在日本大阪、神戶、九州等地設置「分棧」，拓展在日本的市場。
陳福謙後來在光緒十年（1884年），以四十九歲的壯年之齡去世。他原有提拔陳中和之意，遺命「中和必須重用」，但去世後其次子陳自然不認同此一想法，與陳中和之間常有摩擦，於是最後陳中和自立門戶。之後因經營不善，順和行的地位遂被取代。

## 家族
陳福謙家族的祖籍是福建省泉州府同安縣集美，於五世祖陳祖武時來臺，其子陳貨為六世祖，亦即是陳福謙之父。陳貨原居於阿公店（今高雄市岡山區）的後紅，後遷至苓雅寮下寮，人稱「後紅陳」。《臺灣列紳傳》則寫陳福謙祖先陳維参於1701年（康熙四十年）來臺。
陳福謙其弟名陳北學（又名悅周，1840-1908）在陳福謙死後，家族產業半由其弟承接。日治時期以後，陳北學經營懋德洋行、砂糖行、德記號，是台南德記源順洋行行主、新興製糖會社股主 
陳福謙長子陳日翔（1860年—1913年） ，字藻耀，號梧岡，幼年時曾到晉江就讀，後返鄉應童子試，入邑庠為縣學附生。1878年（光緒四年）與施士洁、汪春源、陳望曾、丘逢甲、許南英等人，於竹溪寺設「崇正社」，為臺南詩社之濫觴。1885年（光緒十一年）中舉，次年任職內閣中書，旋因改葬祖墳而辭官返臺。1892年（光緒十八年）與舉人盧德祥、恩貢生周熙清、儒學教官王春華等人共同纂修《鳳山縣訪冊》，1894年完成。隔年台灣被割讓給日本後，陳日翔將家產委交給弟弟們，寓居廈門鼓浪嶼，後被任命為命為清駐菲律賓總領事，一年後又升任駐南美祕魯公使，但他堅辭不赴任。1903年擔任鼓浪嶼會議公所首任議長。1904年與林輅存集資十二萬銀元創辦「華寶制瓷公司」，乃廈門第一家僑辦工廠。後為修墓而返回臺灣，日本人待以殊禮。宣統年間陳日翔被任命為廣東布政司，然而上任前辛亥革命爆發，清帝退位，他北向痛哭，遺命以清制衣冠殉。1913年（大正二年）5月21日逝世，年54。相傳陳日翔身材魁梧，李鴻章以「大胖」呼之，食量奇大，能吃一大盤油飯配一斤豬肉，擔仔麵一頓能吃一百二十碗。
次子陳日新（又名自然、文遠），曾於1886年（光緒十二年）列舉秀才，1888年（光緒十四年）施九緞事件時從剿討軍有功，欽授五品軍功，同年經營糖米行、在神戶、橫濱、東港、阿猴設有分館。日治時期以後，由於安撫地方有功，1897年（明治三十年）總督府賜臺灣紳章，也曾受兒玉源太郎總督贈送太刀。1899年（明治三十二年）任苓雅寮區庄長、1910年（明治四十三年）2月續任苓雅寮區長。曾任鳳山廳農會長、台南廳農會委員、地方稅調查委員、苓雅寮公學校學務委員、臺灣農商銀行重役，1903年（明治三十六年）被推薦為臺灣農商銀行頭取。另外也是新興製糖會社監察役、和興公司股主，經營順和號、和義號 。
三子陳日光（又名筱竹）是前清秀才、和興公司股主。
四子陳日華（又名和智）是前清秀才、和興公司股主、 新興製糖會社監察役。
五子陳日瑄（又名和信）是和興公司股主、新興製糖會社監察役、經營和信號 
陳和信之子陳文欽，生於1906年12月19日，是苓雅寮資產家。
陳和信之孫女陳碧華，嫁給侯雨利長子侯永都。另陳和信之孫陳國振，娶侯雨利三女侯玉嫌。陳國振為臺南紡織元老，曾任南紡董事。陳國振之子陳鴻模於2015年出任南紡總經理，2019年退休。

## 其他
- 陳福謙之孫陳玦琳（長子陳日翔所出）曾留有遺稿《珽瑜謎稿》，由其子陳聯松出版。在陳玦琳在文中，以「陳小禾」化名，被視為隱射曾任順和行掌櫃的陳中和，指述陳福謙經商成功後，收養孤兒陳小禾給長子陳日翔伴讀，一路重用，最後提拔為順和行掌櫃。結果陳小禾在日本竟以自己名義另設公司，陳福謙被氣死，死時才四十九歲。書中陳小禾的結局是「吞金而亡」。此書出版後，1983年，時任高雄市議員的洪壽美以「吞金事件」影射時任議長陳田錨的祖父陳中和侵吞老東家財產，[12]並指稱陳田錨之父陳啟清是「漢奸」。在當時政壇引發一場誹謗訴訟案。洪壽美遭陳中和後代控告毀謗，於1984年一審時被判有期徒刑九個月。[13]